# اورسویک
اورسویک (به انگلیسی: Urswick) یک روستا و محله مدنی در بریتانیا است که در South Lakeland واقع شده‌است. اورسویک ۱٬۳۹۷ نفر جمعیت دارد.